# Slag bij Langensalza (1075)
De eerste Slag bij Langensalza werd op 9 juni 1075 uitgevochten tussen strijdkrachten van keizer Hendrik IV en een coalitie van rebellerende Saksische edellieden, aan de rivier de Unstrut, nabij het tegenwoordig in Thüringen gelegen Langensalza. De strijd was een groot succes voor keizer Hendrik IV en resulteerde in de onderwerping van de Saksen kort voordat de investituurstrijd begon. De strijd staat in Duitsland bekend als de Schlacht bei Homburg an der Unstrut ("Slag bij Homburg aan de Unstrut").

## Strijdende partijen
Aan de kant van keizer Hendrik IV traden onder andere Rudolf van Rheinfelden, de Boheemse hertog Vratislav II, markgraaf Ernst van Oostenrijk (gesneuveld) en de Opper-Lotharingse hertog Diederik II van Lotharingen, de Neder-Lotharingse hertog Godfried III van Lotharingen, de aartsbisschof van Bamberg alsook graaf Hermann II van Gleiberg in het strijdperk.
Aan de kant van de Saksische partij streden onder andere Otto I van Northeim en Burchard II van Halberstadt, de Billungische hertog Magnus van Saksen, de markgraaf van de Noordmark, Udo I van Stade, Gebhard van Supplinburg (gesneuveld), de Saksische paltsgraaf Frederik II van Goseck en graaf Diederik II van Katlenburg.